# Kruté divadlo
Kruté divadlo (v anglickém originále The Savage Curtain) je 22. díl třetí řady seriálu Star Trek. Premiéra epizody v USA proběhla 7. března 1969, v České republice 29. srpna 2003.

## Příběh
Píše se hvězdné datum 5906.4 a USS Enterprise NCC-1701, vlajková loď Spojené federace planet, pod vedením kapitána Jamese T. Kirka se ve vesmíru setkává s Abrahamem Lincolnem. Postava sedící v křesle přesvědčuje posádku, že je pravým Lincolnem a žádá o vstup na palubu. Kirkovi je jasné, že jde o cizí postavu, která se za 16. prezidenta USA jenom vydává, ale pro jistotu žádá po posádce, aby k bytosti přistupovala, jako by šlo o opravdového Lincolna.
Lincoln přesvědčuje Kirka a Spocka, že je potřebuje dole na nedaleké planetě, která je ovšem celá pokryta žhavou lávou. Pavel Čechov ale hlásí, že podle přístrojů se v jedné oblasti vytvořila část vhodná pro přežití lidí. Scotty a McCoy Kirka přesvědčují, ať dolů nechodí, protože by mohlo jít pouze o iluzi. Když se oba i s Lincolnem transportují, v transportéru zůstanou jejich phasery.Na povrchu se kapitán se Spockem setkávají také se Surakem, vulkánským velikánem své doby, který ovšem také nemůže být pravý. Kromě kladných postav historie se zde také nachází čtveřice záporných postav z řad Klingonů, lidí a dalších ras. Poznávají také bytost složenou z horkých kamenů nazývající se Yarnek. Yarnek Kirkovi a ostatním vysvětluje, že budou součástí divadla na téma dobro a zlo. Dvě skupiny budou muset proti sobě bojovat, aby jejich podstatu mohli studovat Yarnekovi druzi.
Kirk plánuje útok na druhou skupinu, ale Surak navrhuje nejprve jednat o míru. Zlou skupinou je ovšem zajat a následně zabit. Při snaze osvobodit jej je zabit i Lincoln. Když Kirk a Spock ostatní zaženou, Yarnek zjišťuje, že zlo má tendenci ustupovat před dobrem. Kapitán se rozčiluje, kdo dal jeho rase právo si takhle zahrávat s cizími bytostmi a kolik už jich muselo sehrát arénu smrti. Yarnek odpovídá, že jde pouze o zvědavost, stejně jako když lidé prozkoumávají vesmír. Oba dva pak nechává z planety odejít.
Na lodi Spock vysvětluje, že iluze Suraka a Lincolna byly dokonalé, protože byly stvořeny dle jejich představ. Kirk je nakonec rád, že se mohl setkat alespoň s iluzí představující slavného prezidenta. Nakonec Enterprise planetu opouští.